# Blagoevich Imre
Blagoevich Imre (németül: Emmerich Blagoevich) (Bécs, 1784 –‎ Bécs, 1850. január 21.) horvát nemzetiségű báró, őrnagy, majd vezérőrnagy, péterváradi és szlavóniai főhadparancsnok az 1848–49-es forradalom és szabadságharc idején.
Blagoevich Imre 1784-ben született Bécsben, egy gazdag szerb családban. 1800-ban katonai főiskola végzős kadétként csatlakozott a Császári-Királyi Hadsereghez. 1809-ben kapitányi rangra léptették elő. Különösen kitűnt az 1813-as hanaui csatában, ezután 1815-ben Mária Terézia Katonai Renddel tüntették ki, valamint az osztrák báróságot is megkapta, 1820-ban a magyar bárói rangot is.
1829-ben ezredes, 1835-ben vezérőrnagy lett. 1844-ben a Bukovinai Katonai és Határőrvidék tábornagy hadnagya lett, ezután 1848. július 9-én péterváradi és szlavóniai főhadparancsnokká nevezték ki. Az 1848–49-es forradalom és szabadságharc után bírálatok érték a Péterváradi erődben tanúsított viselkedése miatt, amely a csata során a felkelők kezére került. Előbb nyugalmazták (július 14-én), később azonban hadbíróság elé állították. Vizsgálati fogságban halt meg Bécsben 1850. január 21-én.

## Fordítás
Ez a szócikk részben vagy egészben  az   Emmerich Blagoevich című angol Wikipédia-szócikk ezen változatának fordításán alapul.  Az eredeti cikk szerkesztőit annak laptörténete sorolja fel. Ez a jelzés csupán a megfogalmazás eredetét és a szerzői jogokat jelzi, nem szolgál a cikkben szereplő információk forrásmegjelöléseként.

## Bibliográfia
- L. Hirtenfeld; Hirtenfeld-Meynert 1; N.A. Bécs; Wurzbach. Kiadva: ÖBL 1815–1950, Bd. 1 (1. kötet, 1954),  91 o.